# Project Dreams: How to Build Mazinger Z's Hangar
Project Dreams: How to Build Mazinger Z's Hangar (前田建設ファンタジー営業部 Maeda Kensetsu Fantaji Eigyoubu?, también conocida como Maeda Corporation Fantasy Marketing Department), es una película japonesa estrenada el 31 de enero de 2020, basada en la historia real de la empresa de construcción japonesa Maeda que diseñó el hangar para poder albergar el robot de la serie Mazinger Z.

## Desarrollo
La idea original de la película se remonta a 1998, cuando Iwasaka Teruyuki, director del departamento de incubadora de empresas de Maeda, quedó impresionado al presenciar la presentación del robot P3 de Honda. Esto lo llevó a reflexionar sobre cómo una empresa de construcción podría generar un impacto similar para contrarrestar la caída en la demanda provocada por el colapso de la burbuja económica en Japón. Tiempo después en 2002, Iwasaka, junto con el departamento de marketing, propuso al consejo de la compañía la creación de un «departamento de marketing de fantasía». El objetivo era captar la atención de un público ajeno al sector de la construcción, utilizando una sección especial en la web de la empresa para conectar este mundo con una audiencia más amplia.
Como primer proyecto, propuso calcular el coste de construcción del hangar donde se almacenaba el robot Mazinger Z en la serie, tarea que se llevaría a cabo fuera del horario laboral. Al publicar en su sitio web los resultados del estudio, que estimaban un costo de construcción de 7 200 millones de yenes y un tiempo de ejecución de 6 años y 5 meses, la historia captó rápidamente la atención. Fue recomendada por Yahoo! Japan y obtuvo un éxito inmediato, apareciendo luego en periódicos, programas de televisión, revistas e incluso en un libro. Dicho libro obtuvo un premio Seiun en 2005.
Tras el proyecto de Mazinger Z, el departamento se involucró en otros como el «viaducto de la salida de la Tierra» de Galaxy Express 999, el «complejo militar Jaburō de las fuerzas de la Federación de la Tierra» de Mobile Suit Gundam, un acorazado de Space Battleship Yamato, y el circuito Grand Valley Speedway del videojuego Gran Turismo.

## Personajes
- Mahiro Takasugi (高杉 真宙 Takasugi Mahiro?) como Wataru Doi, un empleado sin rumbo en Maeda.[7]
- Chikara Honda (本多力 Honda Chikara?) como Hiroko Chikada, un empleado otaku aficionado a Mazinger Z.[7]
- Yūsuke Kamiji (上地 雄輔 Kamiji Yūsuke?) como Shunta Besso, un ingeniero desilusionado.[7]
- Yukino Kishii (岸井 ゆきの Kishii Yukino?) como Chisa Emoto, una empleada desapasionada.[8]
- Hiroaki Ogi (小木 博明 Ogi Hiroaki ?) como Teriyuki Asegawa el gerente de relaciones públicas y abanderado del proyecto.[8]
- Keita Machida (町田 啓太 Machida Keita?) como Junpei Yamada el geologo de Maeda.[9]
- Seiji Rokkaku (六角 精児 Rokkaku Seiji ?) como Toshimi Fuwa un ingeniero de campo de Maeda.

## Argumento
En la corporación Maeda, el gerente de marketing Teriyuki Asegawa propone construir un hangar subterráneo inspirado en Mazinger Z. Pese a las dudas iniciales del equipo, Asegawa informa que ya ha creado de forma no oficial el «departamento de marketing de fantasía».
Al principio, los miembros del equipo no comparten el mismo entusiasmo, pero Asagawa logra motivarlos a trabajar en conjunto. Las razones que impulsan a cada uno a apasionarse por el proyecto son diversas: a Chikata le entusiasma la idea de diseñar algo para Mazinger Z, una serie que siempre le ha fascinado; a Besho lo motiva la posibilidad de ser reconocido como un experto en ingeniería; Emoto se ve inspirada por la pasión de un joven geólogo del equipo; y Doi se entusiasma al ver el nivel de los proyectos existentes en la empresa. Con el equipo unido y el apoyo de otros departamentos y empresas, finalmente logran diseñar el hangar y desarrollar un plan detallado para su construcción.
La película gira en torno a dos luchas: la lucha por ser aceptado dentro de la empresa, puesto que miembros de otros departamentos, incluido el director, evitan a los involucrados en el proyecto por temor a que el proyecto que dañe la reputación de la compañía, y la lucha por llevar a cabo el proyecto tanto por la dificultad técnica del mismo como las múltiples inconsistencias en el anime sobre el hangar (contradicciones en la ubicación, diseño interno, etc.).
La película está dividida en cinco partes, cada una dedicada a uno de los componentes del equipo.

## Lanzamiento

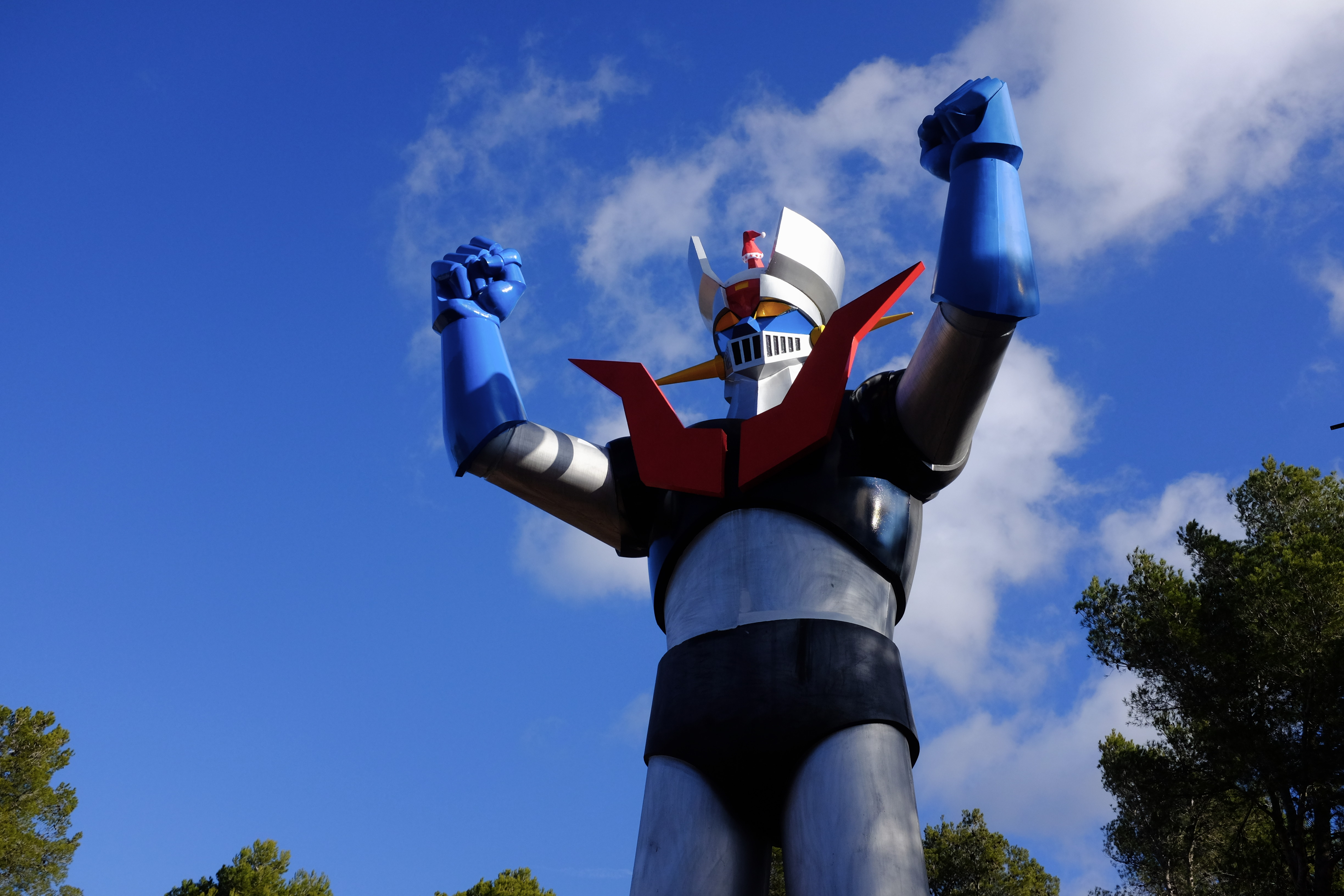
Estatua del robot Mazinger Z, de cuyo hangar de almacenamiento trata la película.

La película fue lanzada el 31 de enero de 2020 recaudando en su primer día 42 541 900 yenes y fue lanzada en formato doméstico en septiembre de ese mismo año.

## Crítica
La composición cinematográfica destaca por su dinamismo, con amplios desplazamientos espaciales.
La película mantiene un tono ligero, a veces absurdo, pero aborda la temática técnica con seriedad en ciertos momentos. La sobreactuación presente refuerza el ambiente desenfadado de la narrativa y acentúa el carácter entrañable de los personajes, interpretados por un reparto coral. Además, la película incluye un toque sutil de romance y algunos elementos fantásticos propios del anime. Según algunos críticos, resulta más adecuada para los seguidores de la serie de Mazinger o para aquellos interesados en temas técnicos, es respetuoso con los aficionados de la serie bromeando tanto con ellos como sobre ellos.
Destaca también una banda sonora que acompaña muy bien a la historia, en particular el tema «A partir de hoy, ¡¡nosotros!!» (今日から俺たちは!! Kyou kara Oretachi wa!!?) de Kishidan.